# Gmina Gostycyn
Die Gmina Gostycyn ist eine Landgemeinde im Powiat Tucholski der Woiwodschaft Kujawien-Pommern in Polen. Ihr Sitz ist das gleichnamige Dorf (deutsch Liebenau) mit etwa 1800 Einwohnern.

## Gliederung
Zur Landgemeinde Gostycyn gehören 8 Dörfer (amtliche deutsche Namen bis 1945) mit einem Schulzenamt:
- Bagienica (Bagnitz)
- Gostycyn (Liebenau)
- Łyskowo (Liskau)
- Mała Klonia (Klein Klonia)
- Pruszcz (Prust)
- Przyrowa (Przyrowo , 1938–1945 Christinenfelde)
- Wielka Klonia (Groß Klonia)
- Wielki Mędromierz  (Groß Mangelmühle)

Weitere Ortschaften der Gemeinde sind Kamienica (Kamnitz), Piła (Pillamühl), Świt (Schwiedt), Żółwiniec und Motyl.

## Verkehr
Der Bahnhof Gostycyn liegt an der stillgelegten Bahnstrecke Tuchola–Koronowo, die im Bahnhof Pruszcz-Bagienica die ehemalige Bahnstrecke Świecie nad Wisłą–Złotów kreuzte.

## Das Gut Groß-Klonia (Wielka Klonia)
Das Gut hatte 1820 177 Einwohner, 1910 etwa 400. Der große Gutshof befindet sich im Süden des Dorfes. Vor 1830 gehörte das Gut dem nationalpolnisch gesinnten Adligen Hiacenty (Hiacynth) von Kossowski (geb. 1797), Landrat des Kreises Conitz, der 1830 am polnischen Novemberaufstand im Rang eines Leutnants aktiv teilnahm. Die preußischen Behörden wollten Kossowski wegen seiner Beteiligung am Aufstand anschließend zur Rechenschaft ziehen, doch das Oberlandesgericht Marienwerder verzichtete auf die Einleitung eines Verfahrens. Nach dem Tod Kossowskis wurde das Gut 1846 zur Verpachtung annonciert. Der nun folgende Besitzer war der preußische Adlige Freiherr Friedrich Hiller von Gaertringen (1803–1873). Wenn es in einem Lexikon 1862 hieß, jener habe das Gut von einer "Frau von Quassowski" erworben, handelt es sich dabei vermutlich um eine Fehlschreibung des Namens Kossowski. Das damals bereits bestehende kleine Gutshaus in Groß-Klonia wurde von Hiller von Gaertringen auf der linken Seite erweitert und mit einem Turm versehen. Aus dieser Zeit stammt auch der bis heute bestehende große Gutspark. Auf die Herkunftsfamilie von Hiller von Gaertringens Ehefrau Emma, geborene Wölffer (1812–1861) war vermutlich der Name des nordöstlich am Fluss Kamionka gelegenen Vorwerks "Wölfferode" bezogen. Johanna Hiller von Gaertringen, ältestes von 11 Kindern der beiden, heiratete Ludwig Heinrich Guderian (sie waren die Großeltern des Panzergenerals des Zweiten Weltkriegs Heinz Guderian). Nachdem Friedrich Hiller von Gaertringen 1873 gestorben war, verkauften die Nachkommen das Rittergut in den späten 1870er-Jahren, 1893 gehörte es dem Rittergutsbesitzer Oskar Aly (1839–1911), Vorsitzender des konservativen Wahlvereins für Konitz-Tuchel-Schlochau. Bereits seit 1875 lag der Ort im westpreußischen Kreis Tuchel, der aufgrund einer Kreisreform neu gegründet und aus dem Kreis Konitz ausgegliedert worden war. Nach der Übergabe Westpreußens an die Zweite Polnische Republik im Jahr 1919 gehörte der Ort bis 1939 und seit 1945 wieder zu Polen, mit einem kurzen Intermezzo im Zweiten Weltkrieg, als Groß-Klonia als Teil des "Reichsgau Danzig-Westpreußen" erneut vom Deutschen Reich annektiert worden war (der Ortsname sollte damals zu "Klehnboden" geändert und damit "eingedeutscht" werden.). 1940 wurde der Gutsverwalter von Wielka Klonia, Leon Litwinski, im Konzentrationslager Stutthof ermordet.

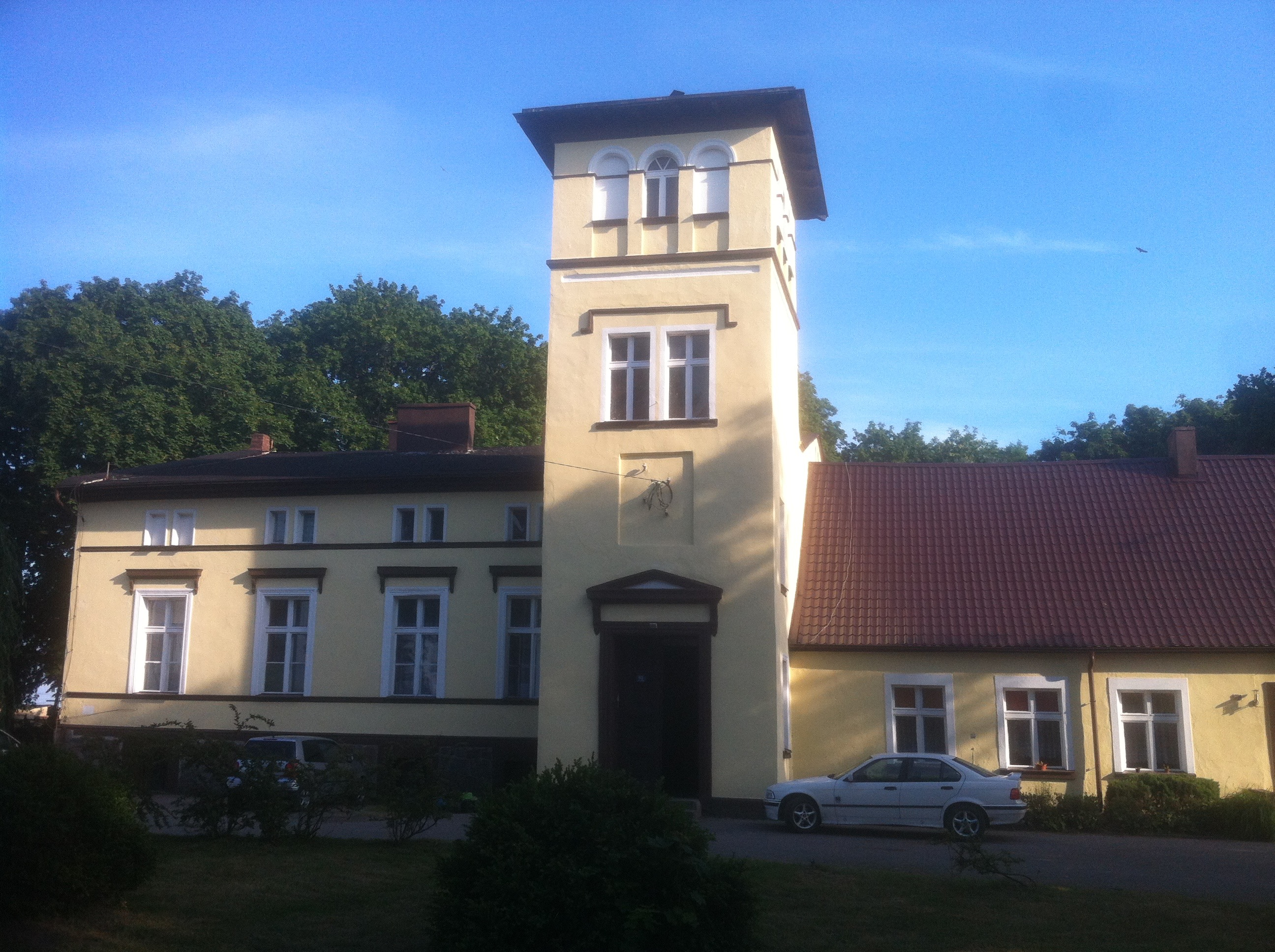
Gutshaus in Wielka Klonia (Groß Klonia)

## Persönlichkeiten
In Bagnitz kam der spätere Oberst und Ritterkreuzträger Kurt Hilgendorff (1911–1989) zur Welt.